# Valea Leșului, Sălaj
Valea Leșului (maghiară Lesvölgy) este un sat în comuna Lozna din județul Sălaj, Transilvania, România.
 Acest articol despre o localitate din județul Sălaj este deocamdată un ciot. Puteți ajuta Wikipedia prin completarea lui.